# Зоопарковый мост (Вроцлав)
Зоопарковый мост (пол. Most Zwierzyniecki) — мост через реку Одру во Вроцлаве, Польша. Соединяет Тумский и Большой острова, связывая центральную часть города с районом Бискупин-Семпольно-Домбе-Бартошовице.

## Расположение
Мост расположен в створе улицы Марии Кюри-Склодовской, соединяя её с улицей Адама Мицкевича и улицей Сигизмунда Врублевского. Рядом с мостом находятся Вроцлавский зоопарк и Зал Столетия.
Ниже по течению находится Щитницкий мост.

## Название
Мост, существовавший на этом месте с XVII в., первоначально назывался Щитницким (нем. Scheitniger Brücke), по наименованию находившейся рядом деревни Scheitnig. Во время эпидемии чумы в 1704 году на мосту был создан пункт паспортного контроля для контроля пересечения городских границ, поэтому возникло название Пропускной мост (нем. Paßbrücke). Также использовалось название Кирпичный мост (пол. Ceglany most), от кирпичного завода на Бискупине. Существующее название дано по расположенному рядом зоопарку.

## История
В 1655 году в документах впервые упоминается деревянный мост на этом месте. Мост неоднократно ремонтировался и перестраивался. К концу XIX века это был ферменный мост с двумя деревянными пролётами по 16,25 м и кирпичными устоями. Ширина моста составляла 8 м (5 м проезжая часть и два тротуара по 1,5 м). К этому времени интенсивность движения значительно выросла и пропускная способность моста оказалась недостаточной.
В 1895—1897 гг. деревянный мост был заменён однопролётым металлическим арочным. Проект разработан инженерами А. Фрювиртом и А. Шольцем и архитектором К. Климмом (под руководством Р. Плюддеманна). 
Работы по сооружению фундаментов начались в середине ноября 1895 г. Монтаж арок производился с августа по декабрь 1896 г. Для сохранения движения на время строительства старый мост был перенесён на 30 м выше по течению. Движение по мосту было открыто 21 апреля 1897 года. Полностью строительные работы были окончены в июле того же года. Архитектурное оформление выполнено в стиле модерн.
На одном из пилонов при въезде на мост была установлена бронзовая доска со следующим текстом:

Деревянный, я покоился долгие столетия

над ленивыми водами.

Теперь, из железа и камня,

украшаю судоходный путь
Оригинальный текст (нем.)Hœlzern ruht ich Jahrhunderte lang
ueber trægem Gewæsser
Jetzt aus Eisen und Stein schmueck
ich den schiffbaren Strom.

Доска была утрачена во время войны или вскоре после неё.
В 1910 году были усилены верхние связи арок. В 1945 г. во время осады города немецкие войска, ожидая нападение Красной армии с востока города, подготовили мост к взрыву. Однако наступление Красной армии началось на юге и мост не пострадал. В 1961 и 1988 годах произведён капитальный ремонт. В 1976 г. мост включён в список памятников Вроцлава.

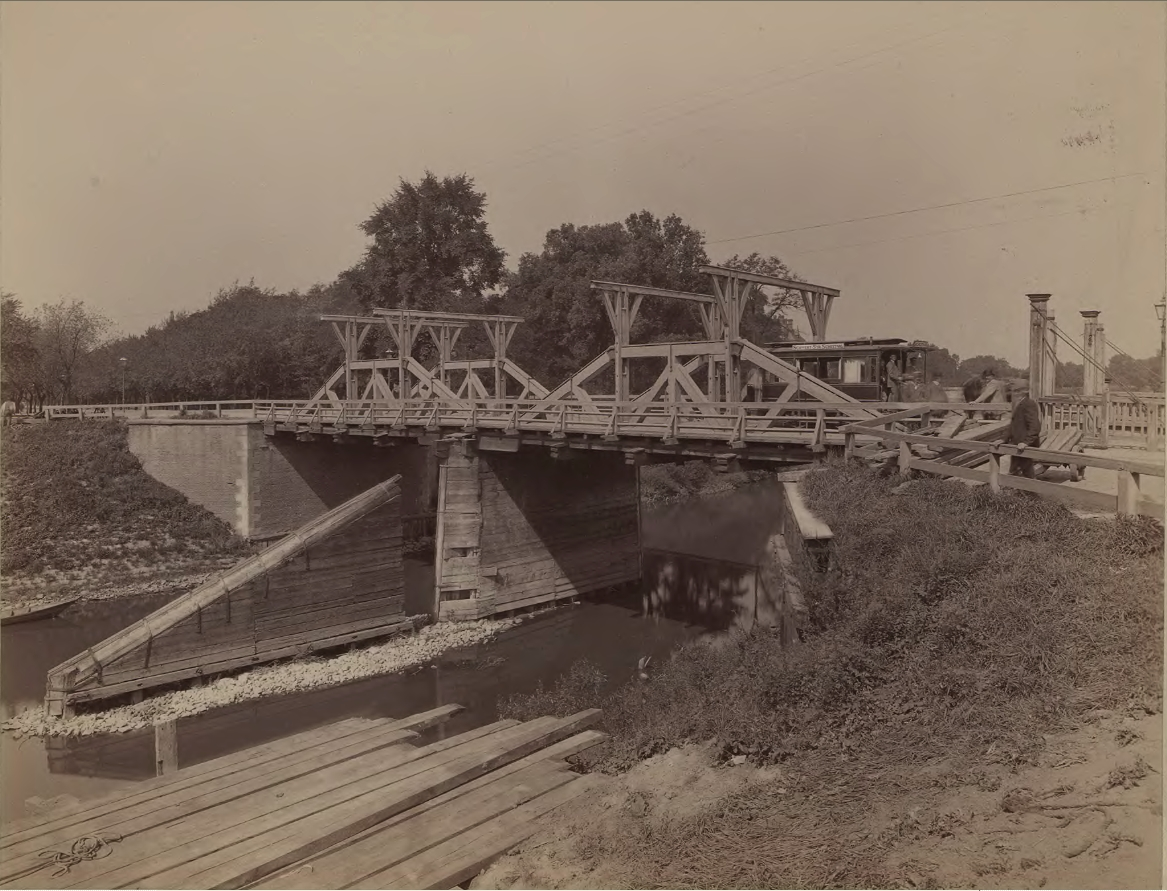
Деревянный Пропускной мост. 1895 г.
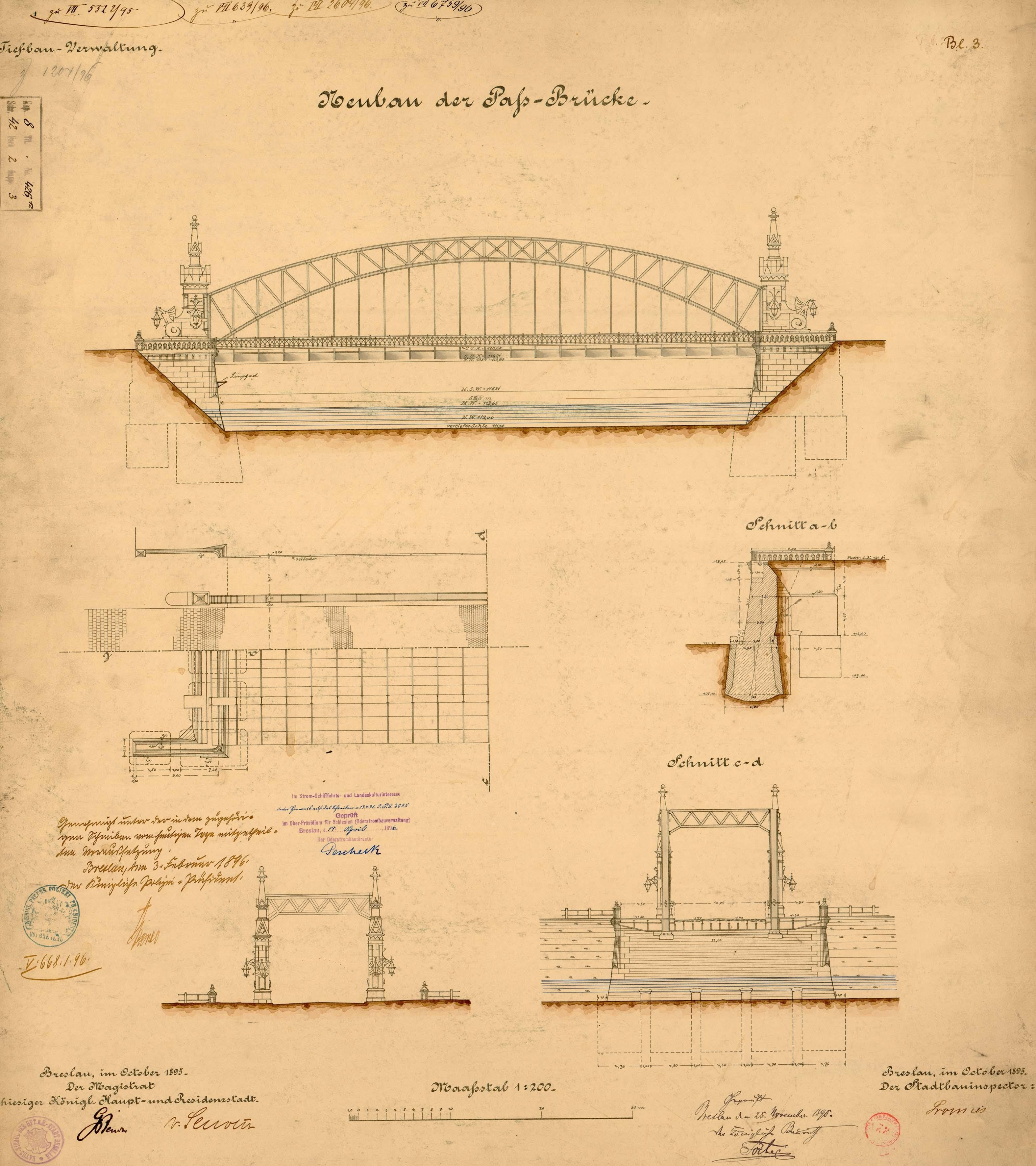
Проект арочного моста. 1896 г.
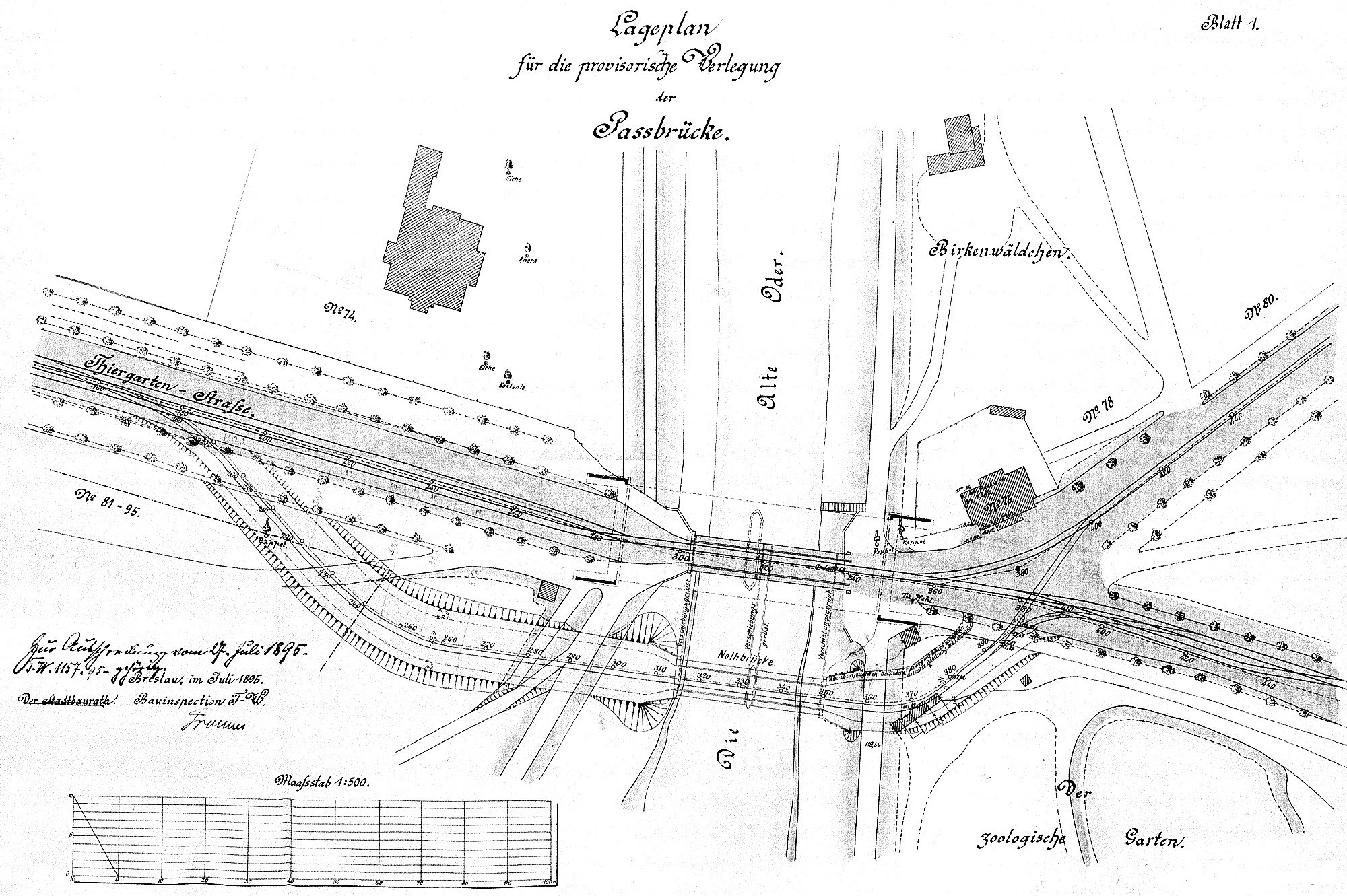
План с показанием нового и старого мостов. 1896 г.
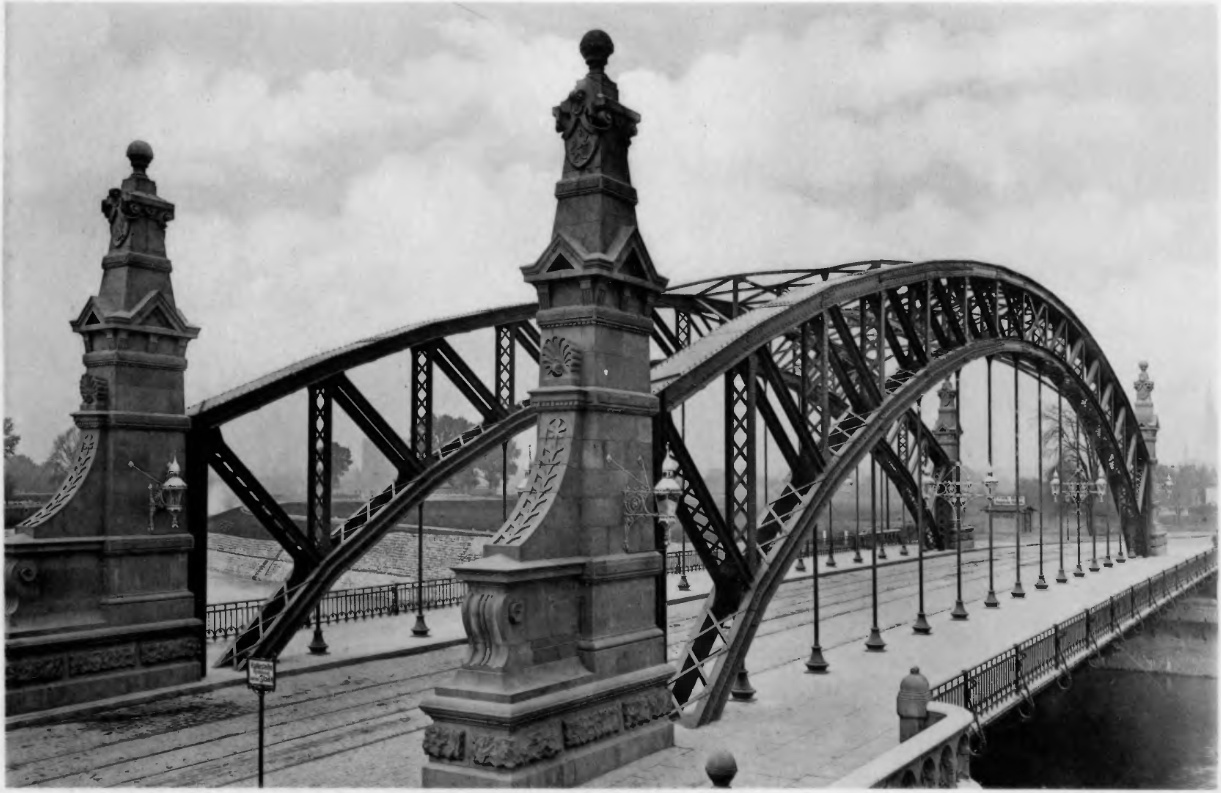
Зоопарковый мост. 1901 г.

## Конструкция
Мост однопролётный металлический арочный с ездой понизу (проезжая часть расположена на уровне низа пролётного строения). Пролётное строение состоит из двух сквозных ферм системы двухшарнирной арки с затяжкой в уровне пят. Расстояние между двумя фермами 12,54 м. Арки соединены между собой раскосами и стойками. Проезжая часть моста, подвешенная к фермам, состоит из продольных и поперечных клёпаных балок. Тротуары вынесены на консоли. Устои из бутовой кладки на бетонном растворе. Отметка низа фундаментов составляет около 6 м ниже русла реки. Наружная поверхность устоев облицована гранитном. Длина моста составляет 62 м, ширина моста — 21,8 м (из них ширина проезжей части — 10 м и два тротуара по 5,9 м).
Мост предназначен для движения трамваев, автотранспорта и пешеходов. Проезжая часть моста включает в себя 4 полосы для движения автотранспорта (в том числе 2 трамвайных пути). Покрытие проезжей части и тротуаров — асфальтобетон. Въезды на мост украшают пилоны из красного песчаника с массивными волютами. Перильное ограждение чугунное художественного литья, завершается на устоях парапетом из цветного песчаника. Полукруглые отверстия в парапетах заполнены чугунными решётками.